# Drymophloeus
Genre
Classification phylogénétique
Espèces de rang inférieur
- Drymophloeus litigiosus
- Drymophloeus oliviformis
- Drymophloeus whitmeeanus [1]

Synonymes
- Coleospadix  Becc.
- Rehderophoenix  Burret
- Saguaster  Kuntze [1]

Drymophloeus est un genre de palmiers, plantes de la famille des Arecaceae. Les espèces sont natives de la Nouvelle-Guinée et des îles proches de Samoa et des Moluques.

## Classification
- Sous-famille des Arecoideae
  - Tribu des Areceae
    - Sous-tribu des Ptychospermatinae [2]

Le genre Drymophloeus partage sa sous-tribu avec treize autres genres : Ptychosperma, Ponapea, Adonidia, Balaka, Veitchia, Carpentaria, Wodyetia, Normanbya, Brassiophoenix,  Ptychococcus,  Jailoloa, Manjekia et Wallaceodoxa .

## Espèces
Selon Plants of the World online (POWO) (16 fevrier 2022) :
- Drymophloeus litigiosus 			(Becc.) H.E.Moore
- Drymophloeus oliviformis 			(Giseke) Mart.
- Drymophloeus whitmeeanus 		    Becc.

Selon une ancienne classification :
- Drymophloeus lepidotus    =     Veitchia lepidota      (H.E.Moore) C.Lewis & Zona
- Drymophloeus oliviformis
- Drymophloeus pachycladus  =     Veitchia pachyclada     (Burret) C.Lewis & Zona
- Drymophloeus samoensis    =     Balaka insularis        Zona & W.J.Baker
- Drymophloeus subdistichus =     Veitchia subdisticha    (H.E.Moore) C.Lewis & Zona